# 蕾貝卡·米勒
蕾貝卡·米勒（Rebecca Augusta Miller）是一位美國電影製作人和小說家。她的作品包含電影《安吉拉》（1995 年）、《個人速度：三幅肖像》（2002 年）、《傑克與羅斯的歌謠》（2005 年）、 《皮帕李的私生活》 （2009 年）、《瑪吉的計劃》（2015 年）和《她來到我身邊》。米勒以《個人速度》榮獲聖丹斯影展評審團大獎，並以《安琪拉》榮獲哥譚獎突破導演獎。
蕾貝卡·米勒是普立茲獎劇作家阿瑟·米勒和第三任妻子、攝影師英格·莫拉斯（Inge Morath）的女兒。

## 生平
蕾貝卡·米勒出生於康乃狄克州羅克斯伯里，父親是猶太人劇作家阿瑟·米勒
，母親是奧地利出生的攝影師英格·莫拉斯。她的弟弟丹尼爾( Daniel )出生於1966年。米勒在童年時期曾自願信奉天主教。她的祖父母也是從天主教徒改信新教。她曾說，「大學畢業後」她就不再認為自己是基督徒了
米勒記得她在羅克斯伯里度過的童年時光，周圍都是藝術家。雕塑家亞歷山大·考爾德（Alexander Calder）是他的鄰居；編舞瑪莎·克拉克（Martha Clarke）和實驗舞蹈團Pilobolus的成員也是如此。他的另一位鄰居、雕塑家菲利普·格勞斯曼（Philip Grausman）是米勒的老師。